# Daviesia arenaria
Daviesia arenaria är en ärtväxtart som beskrevs av Michael Douglas Crisp. Daviesia arenaria ingår i släktet Daviesia, och familjen ärtväxter. Inga underarter finns listade i Catalogue of Life.